# Шерешевская, Любовь Соломоновна
Любовь Соломоновна Шерешевская (урождённая Иоффе; 2 августа 1928, Москва — 17 марта 2008, Москва) — советский и российский кинолог, педагог, основатель первого в СССР Клуба юных собаководов (1963). Судья Всесоюзной категории по служебному собаководству, почётный пограничник СССР.

## Биография
Родилась в 1928 году на Арбате в районе Собачьей площадки. Семья переехала в Москву из Могилёва, затем была направлена в Казань. В 1939 году родители были переведены на партийную работу в Свердловск, куда они переехали с тремя старшими детьми, а Любовь осталась в Москве на воспитании в семье дяди — писателя и сценариста Аркадия Марковича Млодика. Мать — Мария Марковна (Мордуховна) Иоффе (урождённая Млодик; 1898, Вильна — 1993, Екатеринбург) — была председателем Свердловского областного суда. Отца, бывшего председателя Ржевского городского самоуправления и председателя казанского горсовета Соломона Сауловича (Шевелевича) Иоффе (1895, Могилёв — 1985), арестовали в конце 1930-х годов, он находился в заключении, затем в ссылке и был реабилитирован в 1955 году.
Рано увлеклась кинологией и в годы Великой Отечественной войны подготовила для действующей армии пять обученных собак. После войны поступила в Московский юридический институт и во время учёбы вышла замуж за крупного кинолога Эдмунда Иосифовича Шерешевского.
В 1963 году основала при Дворце Пионеров на Ленинских горах в Москве первый в СССР Клуб юных собаководов (КЮС имени Героя Советского Союза Никиты Фёдоровича Карацупы), по типу которого были затем открыты аналогичные клубы в различных городах страны. Позднее КЮС переехал во Дворец пионеров Первомайского района Москвы. Руководила этим клубом до конца жизни, за это время клуб передал войскам МВД более пятисот обученных собак.
Совместно с мужем опубликовала книгу «Воспитание щенка охотничьей и служебной собаки» (Свердловск: Средне-Уральское книжное издательство, 1969).

## Семья
Братья — доктор экономических наук, профессор Илья Соломонович Иоффе (1919, Могилёв — 2007, Екатеринбург); Лазарь Соломонович Иоффе (1921—2024), инженер, учёный в области турбиностроения и изобретатель, автор монографий «Система регулирования паровой теплофикационной турбины Т-100-130 УТМЗ» (1973), «Теплофикационные паровые турбины» (1976) и «Эксплуатация теплофикационных паровых турбин» (2002). Старшая сестра Александра (1917 или 1919 — январь 1942) умерла от истощения во время блокады Ленинграда.